# Conchareductie
Conchareductie (Oudgrieks: κόγχη, konchē = schelp,, anatomisch Latijn: concha = neusschelp, reductie = verkleining) is een operatie in de keel-neus-oorheelkunde waarbij de schelpen in de neusholte, waarvan de mens er drie heeft aan beide zijden, te verkleinen. Het doel hiervan is de neus doorgankelijker te maken voor de ademhaling. Uiterlijk is er na de operatie geen verschil. Soms wordt tezelfdertijd ook het neustussenschot rechtgezet of een opening naar een of meer van de neusbijholten vergroot. Een conchareductie kan ENS, het empty nose syndrome tot gevolg hebben. De conchareductie kan plaatsvinden door middel van Celon, radiofrequente thermotherapie, of chirurgisch, een conchotomie. Beide methodes brengen het risico op ENS met zich mee. 